# Vasilije Kaluđerović
Vasilije Kaluđerović [⁠⁠ʋ⁠⁠as⁠il⁠ij⁠ɛ ⁠k⁠⁠⁠al⁠⁠udʑɛ⁠rɔ⁠ʋ⁠⁠itɕ] (serbisch-kyrillisch Василије Калуђеровић; * 3. Oktober 1998 in Cetinje, Republik Montenegro, Bundesrepublik Jugoslawien) ist ein montenegrinischer Handballspieler.

## Karriere

### Im Verein
Er spielte zunächst in seiner Heimat für RK Lovćen Cetinje und danach in Bosnien-Herzegowina für HRK Izviđač. 2019 ging er nach Schweden, um für Eskilstuna Guif zu spielen. Während der Saison 2020/21 wechselte er nach Nordmazedonien zum HC Metalurg Skopje, verließ den Verein nach einer Saison aber wieder. Ab 2021 spielte er in Deutschland für den 1. VfL Potsdam. Mit Potsdam stieg er 2022 in die 2. Bundesliga auf. Im Sommer 2023 verließ er den VfL Potsdam und wechselte nach Kuwait zu Al Qadsia Kuwait.

### In Auswahlmannschaften
Er stand im Kader der montenegrinischen Nationalmannschaft für die Europameisterschaft 2022 und die Weltmeisterschaft 2023. Mit Montenegro belegte er den 14. Platz bei der Europameisterschaft 2024.